# Waret-l'Évêque
Waret-l'Évêque is een plaats en deelgemeente van de Belgische gemeente Héron.
Waret-l'Évêque ligt in de provincie Luik en was tot 1 januari 1977 een zelfstandige gemeente.

## Bezienswaardigheden
- De Sint-Niklaaskerk (Église Saint-Nicolas) is een neogotisch kerkgebouw van 1895.

## Natuur en landschap
De hoogte aan de kerk bedraagt 188 meter.

## Demografische ontwikkeling
- Bronnen:NIS, Opm:1831 tot en met 1970=volkstellingen, 1976= inwoneraantal op 31 december

## Burgemeesters
- C. Hussin (geschorst voor een maand in 1946[1])

## Nabijgelegen kernen
Burdinne, Hannêche, Bierwart, Héron, Petit-Waret